# Hrádek u Purkarce
Hrádek u Purkarce (též Karlshaus nebo Karlův Hrádek) je zřícenina hradu v okrese České Budějovice. Nachází se na ostrožně v nadmořské výšce okolo 400 metrů nad levým břehem Vltavy v katastrálním území Purkarec asi 6,5 kilometru severně od Hluboké nad Vltavou. Od roku 1963 je chráněn jako kulturní památka.

## Historie
První písemná zmínka o hradu pochází z roku 1357. Za jeho stavebníka byl považován král Karel IV., který jej měl založit krátce před uvedeným rokem a pojmenovat Karlshaus. Ovšem podle archeologického výzkumu proběhnuvšího v letech 2019 a 2021 byl hrad založen už ve druhé polovině třináctého století. Zakladatelem hradu tak byl pravděpodobně král Přemysl Otakar II.

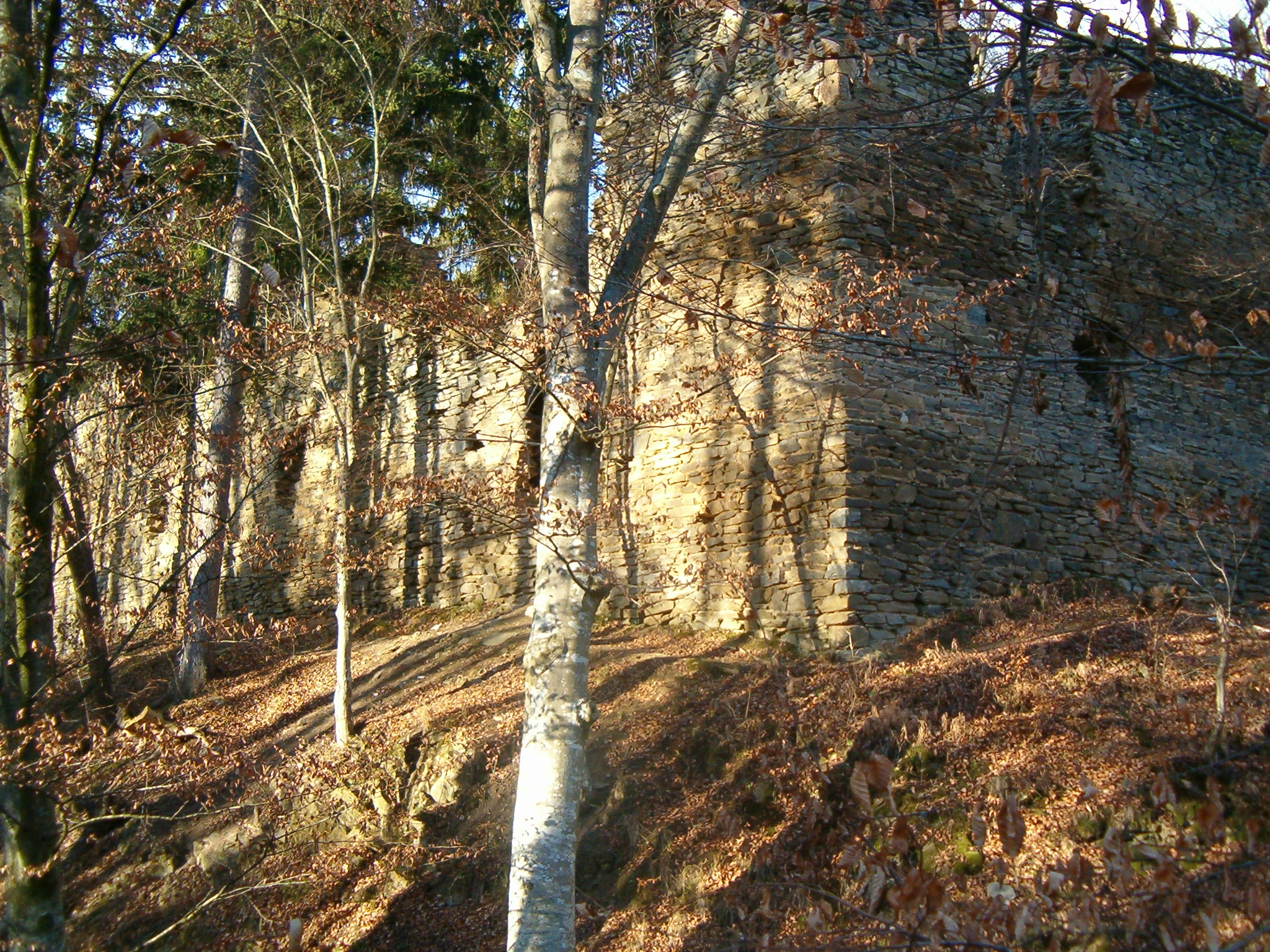
Západní strana (pohled přes příkop)

Zpráva z roku 1357 se týká sporu mezi Karlem IV. a rodem Rožmberků. Karlshaus se měl stát centrem nového panství odděleného od nedaleké Hluboké. U hradu vzniklo také nové městečko s farou. Karel IV. hrad mohl využívat jako osobní sídlo určené k odpočinku, k čemuž jej mohly inspirovat pohodlné dvory francouzských králů. K brzkému opuštění hradu vedly pravděpodobně omezené obranné možnosti v neklidných dobách vlády Václava IV.
Jediným zaznamenaným purkrabím je v roce 1364 Petr z Nasavrk. Karel IV. záhy ztratil o hrad zájem a tak ten postupně chátral a upadal. Po roce 1370 již o hradu nejsou žádné písemné zmínky, a je tedy pravděpodobné, že byl v té době opuštěn. Spolu s hradem zaniklo také městečko, resp. někteří autoři se domnívají, že tímto městečkem byl dnešní Purkarec.

### Výzkum
Během archeologického výzkumu prováděném v září 2019 archeology z Jihočeské univerzity byly nalezeny pozůstatky mnohem staršího, zřejmě až pravěkého osídlení. Pod povrchem byly objeveny zbytky zdí a další nálezy, mezi nimž jsou zlomky keramiky, kovů, kostí a spálených dřev.

## Stavební podoba

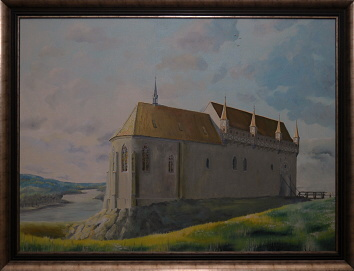
Rekonstrukce podoby hradu (L. Herc)

Před vlastním hradem se nachází rozsáhlá plocha opevněná valem, na které pravděpodobně mělo vzniknout městečko. Samotný hrad byl jednodílný a ze všech stran ho obepíná mohutný val a příkop. Celé jádro s polygonálním půdorysem bylo obestavěné palácovými křídly. Vstupovalo se do něj od severu branou, jejíž průjezd je vybaven sediliemi. Nejvýstavnějším prostorem hradu byla rozměrná kaple v východním nároží. Byla zaklenutá dvěma poli křížových kleneb a osvětlena velkými hrotitými okny. V patrech paláce se dochovaly otisky roubených komor. Na severní a východní straně byl hrad obehnán parkánem.

## Přístup
Volně přístupná zřícenina hradu leží asi dva kilometry od Purkarce. Pro pěší je snadno dostupná po červeně značené turistické trase E10 z Purkarce do Hluboké nad Vltavou. V blízkosti také vede cyklostezka, na které jsou značené cyklotrasy č. 7, 1079 a EV7. Hrad je z ní dostupný krátkou odbočkou.